# Kalistove katakombe
Katakombe svetog Kalista (tal.: Catacombe di San Callisto) jedna je od rimskih katakombi, smještena na putu Via Appia.

## Opis
Katakombe su nastale sredinom 2. stoljeća. Katakombe sadrže mrežu tunela dugih gotovo 20 kilometara. Ime su dobile po đakonu Kalistu, kojeg je početkom 3. stoljeća papa Zefirin imenovao upraviteljem groblja.
„Papinska kripta” je najvažnije mjesto ovih katakombi, zvana i „mali Vatikan”  jer je u njoj pokopano 16 papa.
U katakombama se nalazi i kripta svete Cecilije. Pokopana je na mjestu gdje sada stoji njezin kip. Godine 821. njezine su relikvije prenesene u Trastevere u njoj posvećenu baziliku.
Godine 1930. Sveta Stolica, vlasnik katakombi, povjerila je skrbništvo nad katakombama svetoga Kalista Kongregaciji salezijanaca Don Bosca.

## Ukopi
U katakombama su pokopani deseci mučenika, 16 papa i brojni kršćani.
- Zefirin
- Urban I.
- Poncijan
- Anter
- Fabijan
- Kornelije
- Lucije I.
- Stjepan I.
- Siksto II.
- Dionizije
- Feliks I.
- Eutihijan
- Kajo
- Euzebije
- Miltijad
- Damaz I.

### Mrežna sjedišta
- Catacombe di San Callisto (talijanski). Istituto Salesiano San Callisto - Roma. Pristupljeno 10. siječnja 2025.

## Vanjske poveznice
Ostali projekti
|  | Zajednički poslužitelj ima još gradiva o temi Kalistove katakombe |